# باغان (شیروان)
باغان روستایی در دهستان حومه بخش مرکزی شهرستان شیروان استان خراسان شمالی ایران است.

## جمعیت
بر پایه سرشماری عمومی نفوس و مسکن در سال ۱۳۹۵ جمعیت این مکان ۵۵۷ نفر (۱۸۰خانوار) بوده‌است.